# Essigny-le-Grand
Essigny-le-Grand är en kommun i departementet Aisne i regionen Hauts-de-France i norra Frankrike. Kommunen ligger  i kantonen Moÿ-de-l'Aisne som ligger i arrondissementet Saint-Quentin. År 2022 hade Essigny-le-Grand 1 063 invånare.

## Befolkningsutveckling
Antalet invånare i kommunen Essigny-le-Grand
Referens: INSEE